# Шпела Розин
Шпела Розин (словен. Špela Rozin; Љубљана, 31. јануар 1943) је словеначка глумица.

## Биографија и каријера
Дебитовала је 1959. године у кратком филму Тајна З. Шинтића, а привлачност и природност пред камерама доносе јој нове ангажмане. Нарочито се истакла у филму Чудна девојка (1962) Јована Живановића тумачећи лик који је у оно време процењиван као прототип „модерне градске девојке“. Једно време се појављивала у италијанским и пољским филмовима. Већ од краја шездесетих добија све мање понуда, али оставља утисак да нема већих амбиција. Повремено глуми на телевизији (нпр. Жена са крајоликом 1975. Ивице Матића). Почетком деведесетих престаје да се бави глумом.
На снимању филма 19 девојака и морнар упознаје сликара Исмара Мујезиновића, за кога се удала, с њим има сина. Данас живи на релацији Љубљана-Сарајево-Загреб, зависно од посла њеног мужа.
Шездесетих је била у вези са режисером Столетом Јанковићем.

## Филмографија
| Улоге Шпела Розин |                                     |                    |       |          |
| Година            | Српски назив                        | Изворни назив      | Улога | Напомена |
| 1959.             | Скривност                           |                    |       |          |
| 1959.             | Три четвртине Сунца                 | Tri četrtine Sonca |       |          |
| 1960.             | Партизанске приче                   |                    |       |          |
| 1961.             | Песма                               |                    | Ана   |          |
| 1961.             | Ноћни излет                         |                    | Вера  |          |
| 1962.             | Чудна девојка                       |                    | Миња  |          |
| 1962.             | Пешчани град                        | Peščeni grad       | Шпела |          |
| 1963.             |                                     |                    |       |          |
| 1963.             |                                     |                    |       |          |
| 1963.             | Две ноћи у једном дану              | Јелена             |       |          |
| 1964.             |                                     |                    |       |          |
| 1965.             |                                     |                    |       |          |
| 1964.             |                                     |                    |       |          |
| 1964.             |                                     |                    |       |          |
| 1965.             | Мала ноћна музика                   |                    |       |          |
| 1966.             | Штићеник                            | Божица             |       |          |
| 1966.             | Како су се волели Ромео и Јулија?   | Јасна              |       |          |
| 1967.             | Немирни                             | Вера               |       |          |
| 1967.             |                                     |                    |       |          |
| 1967.             |                                     |                    |       |          |
| 1968.             |                                     |                    |       |          |
| 1968.             |                                     |                    |       |          |
| 1969.             |                                     |                    |       |          |
| 1969.             | Битка на Неретви                    |                    |       |          |
| 1969.             |                                     |                    |       |          |
| 1970.             |                                     |                    |       |          |
| 1970.             |                                     |                    |       |          |
| 1970.             |                                     |                    |       |          |
| 1971.             | Деветнаест дјевојака и један морнар | Ирена              |       |          |
| 1974.             | Дервиш и смрт                       |                    |       |          |
| 1982.             | Мирис дуња                          | Марија             |       |          |
| 1986.             | Бал на води                         | Марија Живковић    |       |          |
| 1987.             | Неке недеље                         |                    |       |          |
| 1987.             | Био једном један снешко             |                    |       |          |
| 1988.             | Ванбрачна путовања                  | Меланија           |       |          |
| 1988.             | Азра                                | Сара               |       |          |
| 1989.             | Жена са крајоликом                  |                    |       |          |
| 1991.             | Празник у Сарајеву                  | Сабинина мајка     |       |          |
| 1991.             | Брачна путовања                     | Меланија           |       |          |
| 2009.             | Осебна пртљага                      | Лидија             |       |          |